# Parlamentswahl in Israel September 2019
- VL: 13
- DU: 5
- Awoda–Gescher: 6
- KL: 33
- JB: 8
- Likud: 32
- Jamina: 7
- Schas: 9
- VTJ: 7

Die Wahl zur 22. Knesset fand am 17. September 2019 statt. Die Wahl war notwendig geworden, nachdem es Ministerpräsident Benjamin Netanjahu (Likud) nach der letzten Wahl im April 2019 nicht gelungen war, eine Mehrheit für eine Regierungskoalition zu bilden. Daraufhin löste sich das Parlament auf Vorschlag des Likud auf.
Wie bei der vorangegangenen Wahl erreichte weder das Mitte-links-Lager, angeführt von Benny Gantz (Kachol Lavan), noch das rechts-religiöse Lager von Ministerpräsident Netanjahu die erforderliche Mehrheit von 61 Abgeordneten. Staatspräsident Reuven Rivlin beauftragte Netanjahu mit der Regierungsbildung, welcher das Mandat jedoch nach erfolglosen Verhandlungen wieder zurückgab. Daraufhin beauftragte Rivlin Gantz mit der Regierungsbildung, was auch diesem nicht gelang. Nachdem auch die Knesset bei dem Versuch scheiterte, eine Regierungsbildung in die Wege zu leiten, löste sie sich am 11. Dezember auf und setzte Neuwahlen für den 2. März an.

## Hintergrund

### Ausgangslage
- Chadasch-Ta'al: 6
- Ra'am-Balad: 4
- Meretz: 4
- Awoda: 6
- Kachol Lavan: 35
- Jisra’el Beitenu: 5
- Kulanu: 4
- Likud: 35
- Union der rechten Parteien: 5
- Schas: 8
- Vereinigtes Thora-Judentum: 8

Nachdem bei der Knessetwahl im April 2019 der Likud stärkste Kraft geworden war und sich eine Mehrheit für das rechte Lager angedeutet hatte, wurde der Likud-Vorsitzende und amtierende Ministerpräsident Benjamin Netanjahu mit der Bildung einer Regierung beauftragt, für die er bis Ende Mai, einschließlich einer zweiwöchigen Verlängerung durch Präsident Reuven Rivlin, Zeit hatte. Die Verhandlungen zwischen Netanjahu und einer Reihe potenzieller Koalitionspartner scheiterten jedoch, da sich Jisra’el Beitenu weigerte, einer Koalition beizutreten. Ein Knackpunkt zwischen Netanjahu und dem Jisra’el-Beitenu-Vorsitzenden Avigdor Lieberman war die Verabschiedung eines Gesetzentwurfs, der von den ultra-orthodoxen Parteien (Schas und Vereinigtes Thora-Judentum) abgelehnt wird. Das Gesetz würde die derzeitige Freistellung ultra-orthodoxer Jeschiwa-Studenten von der Wehrpflicht beseitigen. Für eine Mehrheit im Parlament benötigte Netanjahu sowohl Jisra’el Beitenu als auch die ultra-orthodoxen Parteien. Um Neuwahlen abzuwenden, wandte sich Netanjahu kurz vor Ende der Frist an den seinerzeitigen Awoda-Chef Avi Gabbay, der einen Eintritt seiner Partei in eine Koalition nach anfänglichem Zögern allerdings ablehnte. Nach dem Scheitern der Koalitionsverhandlungen stimmte die Knesset auf Antrag des Likud für ihre Auflösung und Neuwahlen. Damit war es erstmals in der Geschichte Israels einem vom Präsidenten mit der Regierungsbildung beauftragten Ministerpräsidenten nicht gelungen, eine Regierungskoalition zu bilden.

### Wahlrecht
Die Wähler haben eine Stimme zur Wahl einer Liste. Die 120 Sitze werden nach dem D’Hondt-Verfahren proportional unter den Listen verteilt, die mindestens 3,25 % der Stimmen erhalten. Die der Liste zugefallenen Sitze werden ihren Kandidaten gemäß der Listenreihenfolge zugeteilt. Zwei Parteien können eine Listenverbindung eingehen. In diesem Fall werden ihre Stimmen für die Sitzverteilung zusammengezählt, sofern beide jeweils die Sperrklausel überwinden. Innerhalb der Listenverbindung werden die Sitze nach dem D’Hondt-Verfahren verteilt.

## Parteien und Wahlbündnisse
Im Vergleich zur Parlamentswahl im April 2019 kam es zu folgenden Veränderungen in der israelischen Parteienlandschaft:
- Die Partei Kulanu, ursprünglich eine Abspaltung des Likuds, wurde wieder in den Likud integriert. Vier Mitglieder von Kulanu bekamen Plätze auf der Likud-Liste. Kulanu-Chef Mosche Kachlon wurde auf Position fünf platziert.[9]
- Die arabischen Parteien Chadasch, Ta'al, Ra'am und Balad traten wie 2015 als Vereinte Liste an.
- Ehud Barak, ehemaliger Ministerpräsident und Verteidigungsminister, gab am 26. Juni 2019 die Gründung einer neuen Partei namens Demokratisches Israel bekannt.[10] Am 25. Juli einigten sich Baraks Partei, Meretz, die Grüne Bewegung und die Awoda-Abgeordnete Stav Shaffir auf eine gemeinsame Wahlliste namens Demokratische Union. Angeführt wurde die Liste von Meretz-Chef Nitzan Horowitz, auf Platz zwei und drei folgten Shaffir und Jair Golan. Ehud Barak trat auf eigenen Wunsch auf Listenplatz zehn an.[11]
- Die Awoda trat gemeinsam mit der Partei Gescher der ehemaligen Jisra’el-Beitenu-Abgeordneten Orly Levy an.
- Die Union der rechten Parteien trat gemeinsam mit HaJamin HeChadasch an. Angeführt wurde die Liste namens Jamina von Ajelet Schaked. Otzma Jehudit hatte zuvor die Union der rechten Parteien verlassen und trat eigenständig an.[12]
- Die Partei Zehut zog sich Ende August zurück, als absehbar wurde, dass die Partei den Einzug in die Knesset erneut nicht schaffen würde. Als Gegenleistung für den Rückzug versprach Netanjahu dem Parteichef Mosche Feiglin ein Ministeramt in seiner nächsten Regierung. Ziel der Vereinbarung war, andernfalls verlorene Wählerstimmen des rechten Lagers zur Regierungsbildung nutzbar zu machen.[13]

### Listenverbindungen
Folgende Listenverbindungen, die beteiligten Parteien zu einem zusätzlichen Sitz verhelfen konnten, wurden eingegangen:
- Awoda + Demokratische Union[14]
- Kachol Lavan + Jisra’el Beitenu[15]
- Likud + Jamina[16]
- Schas + Vereinigtes Thora-Judentum[17]

### Spitzenkandidaten

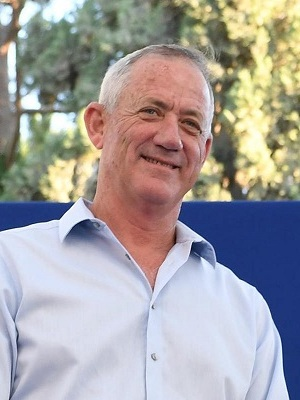
Benny Gantz, Kachol Lavan
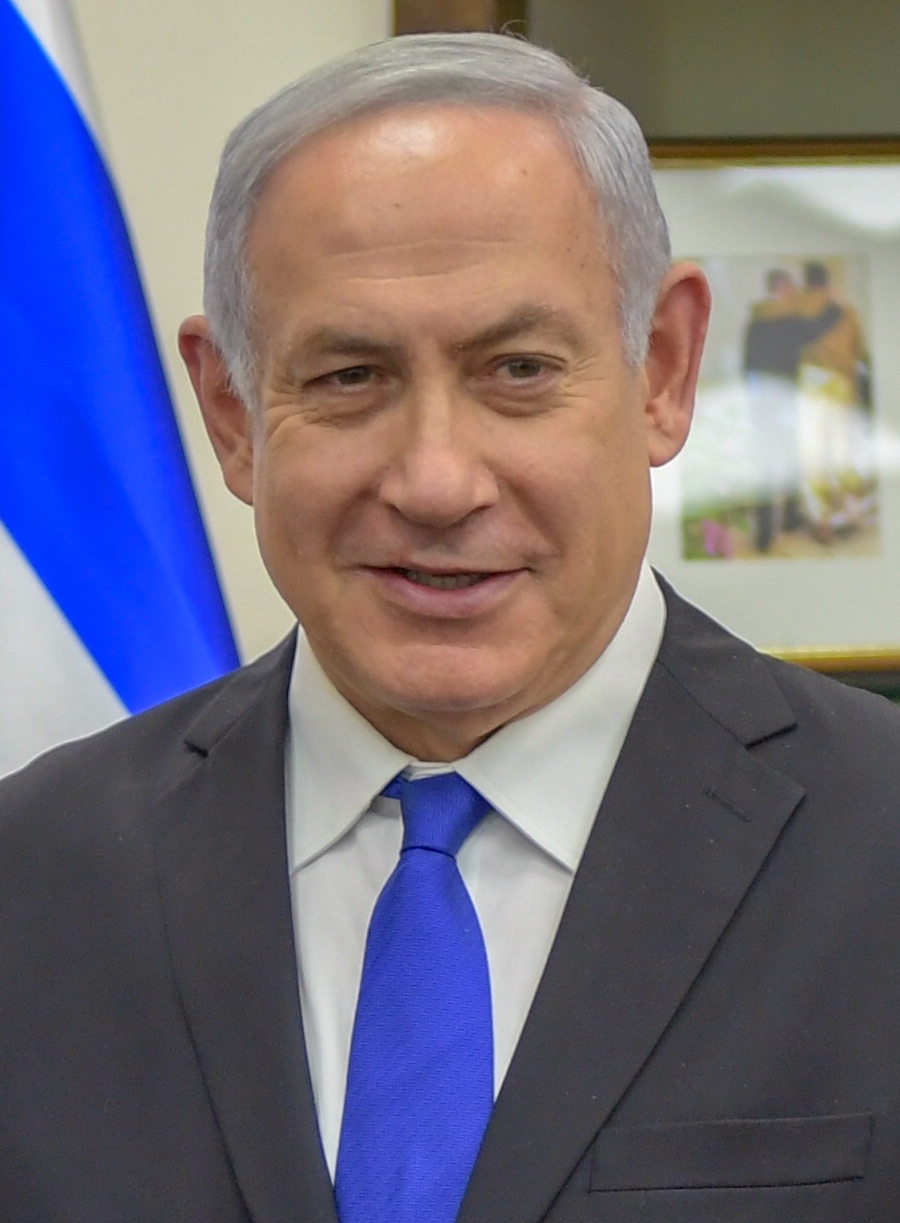
Benjamin Netanjahu, Likud
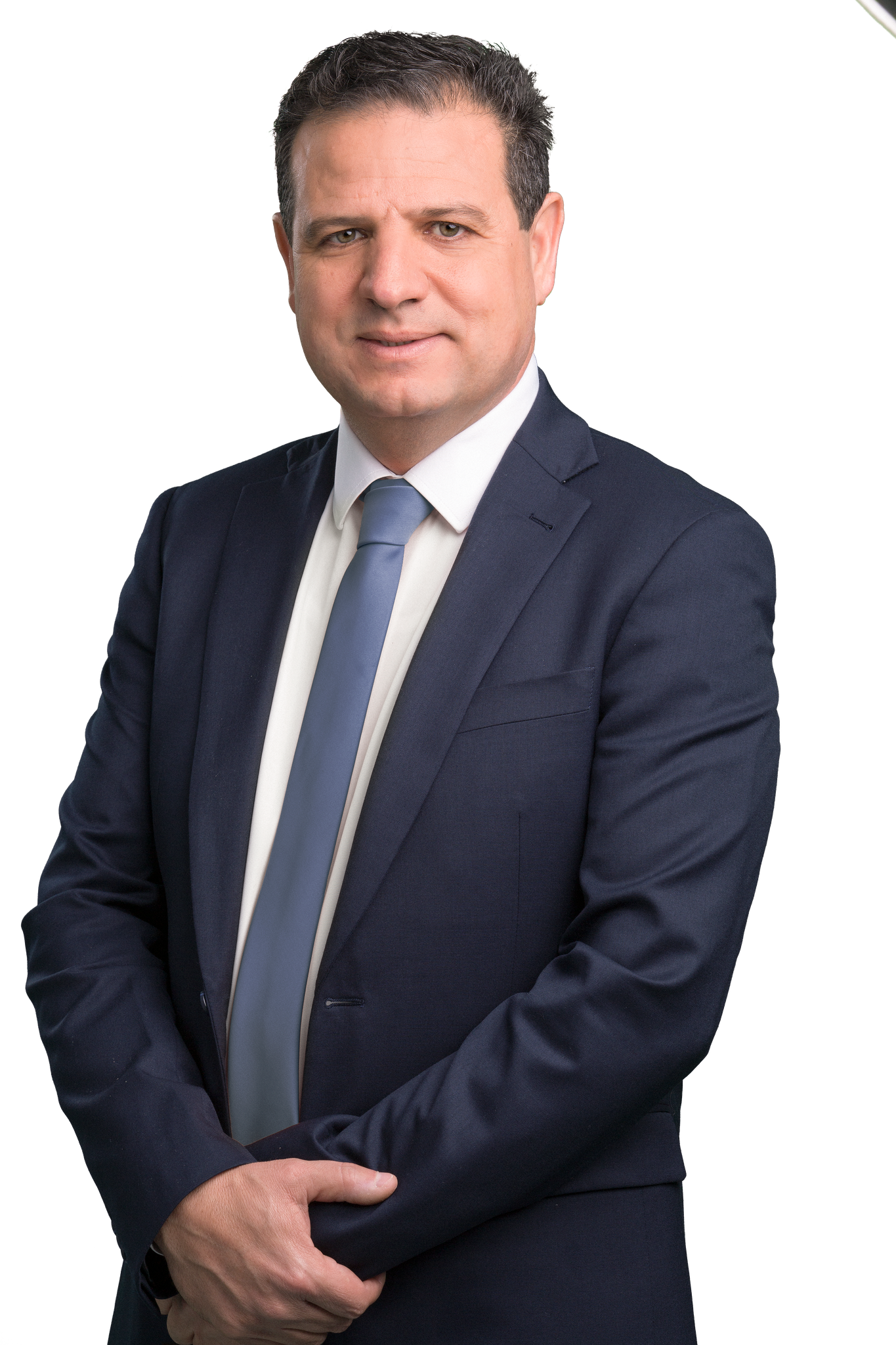
Ayman Odeh, Vereinte Liste
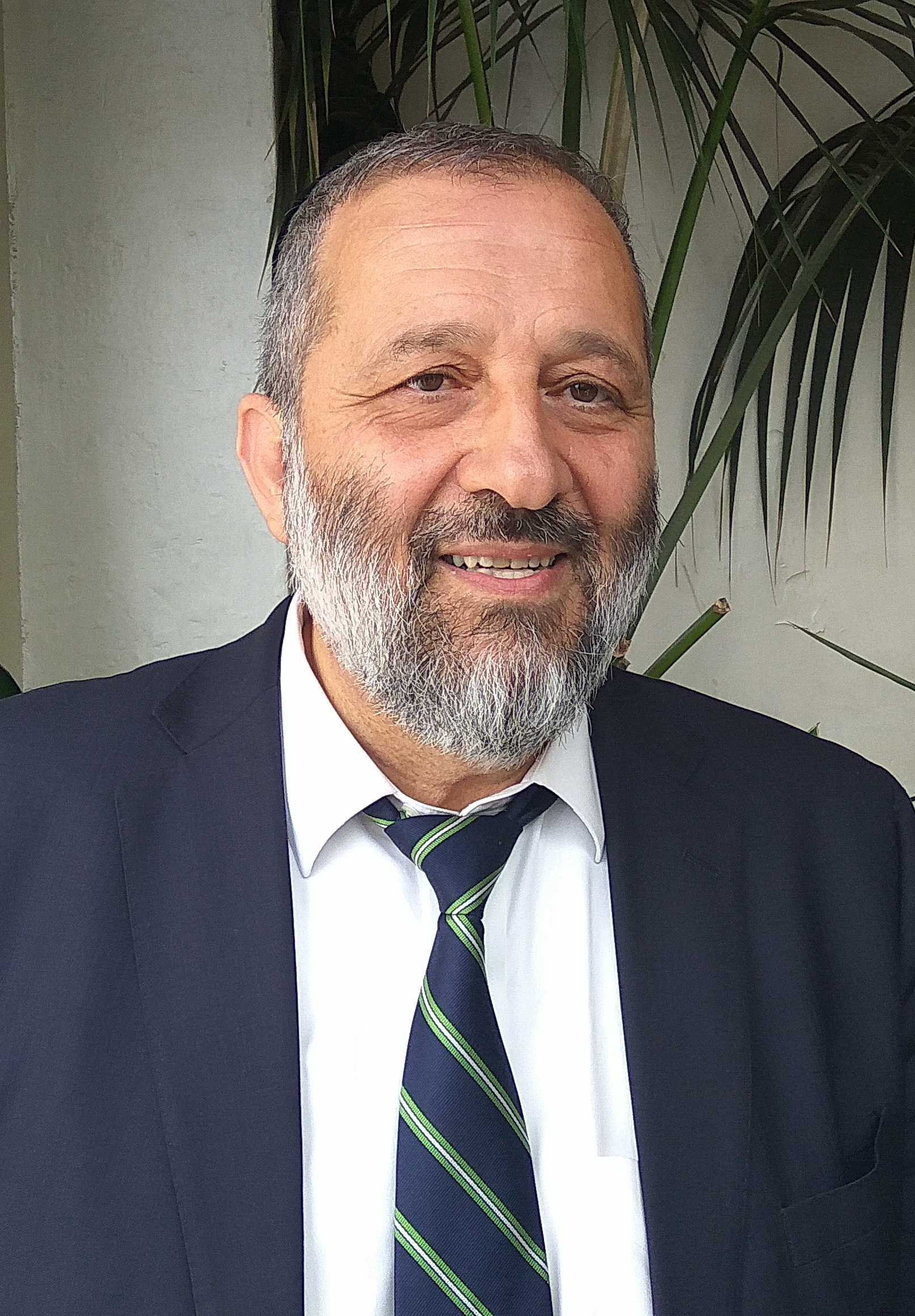
Arje Deri, Schas
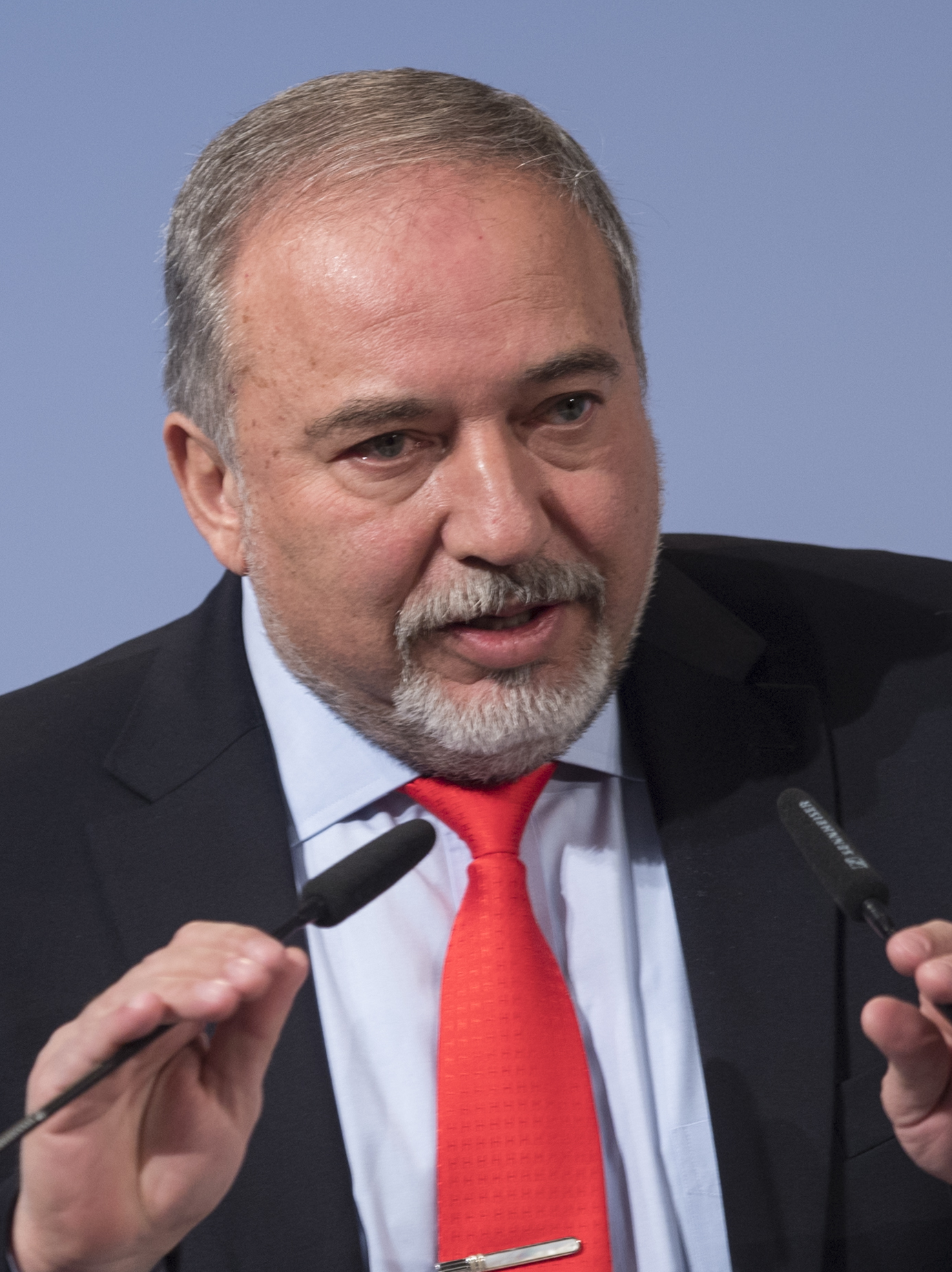
Avigdor Lieberman, Jisrael Beitenu
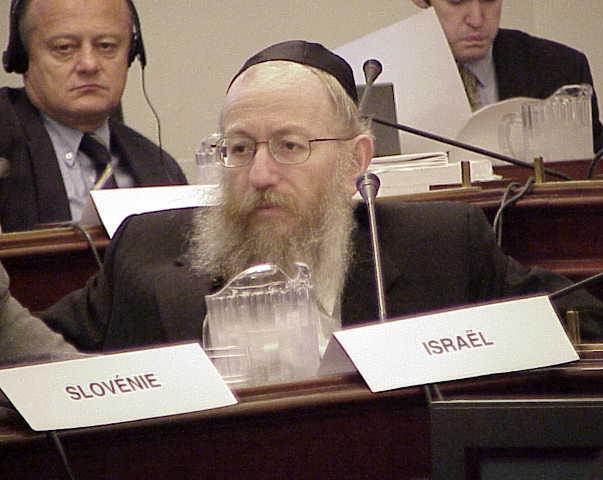
Yaakov Litzman, Vereinigtes Thora-Judentum
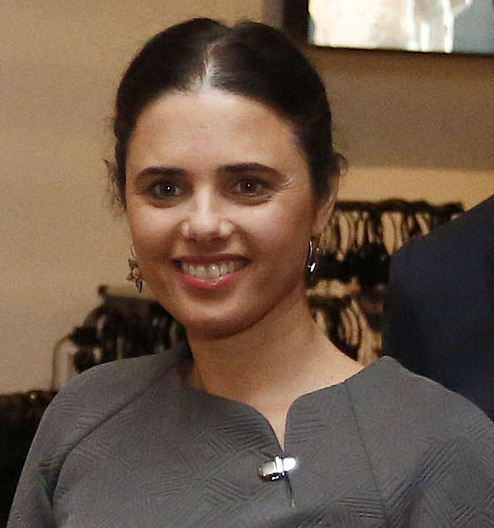
Ajelet Schaked, Jamina
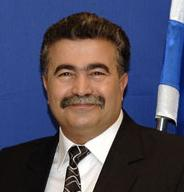
Amir Peretz, Awoda–Gescher
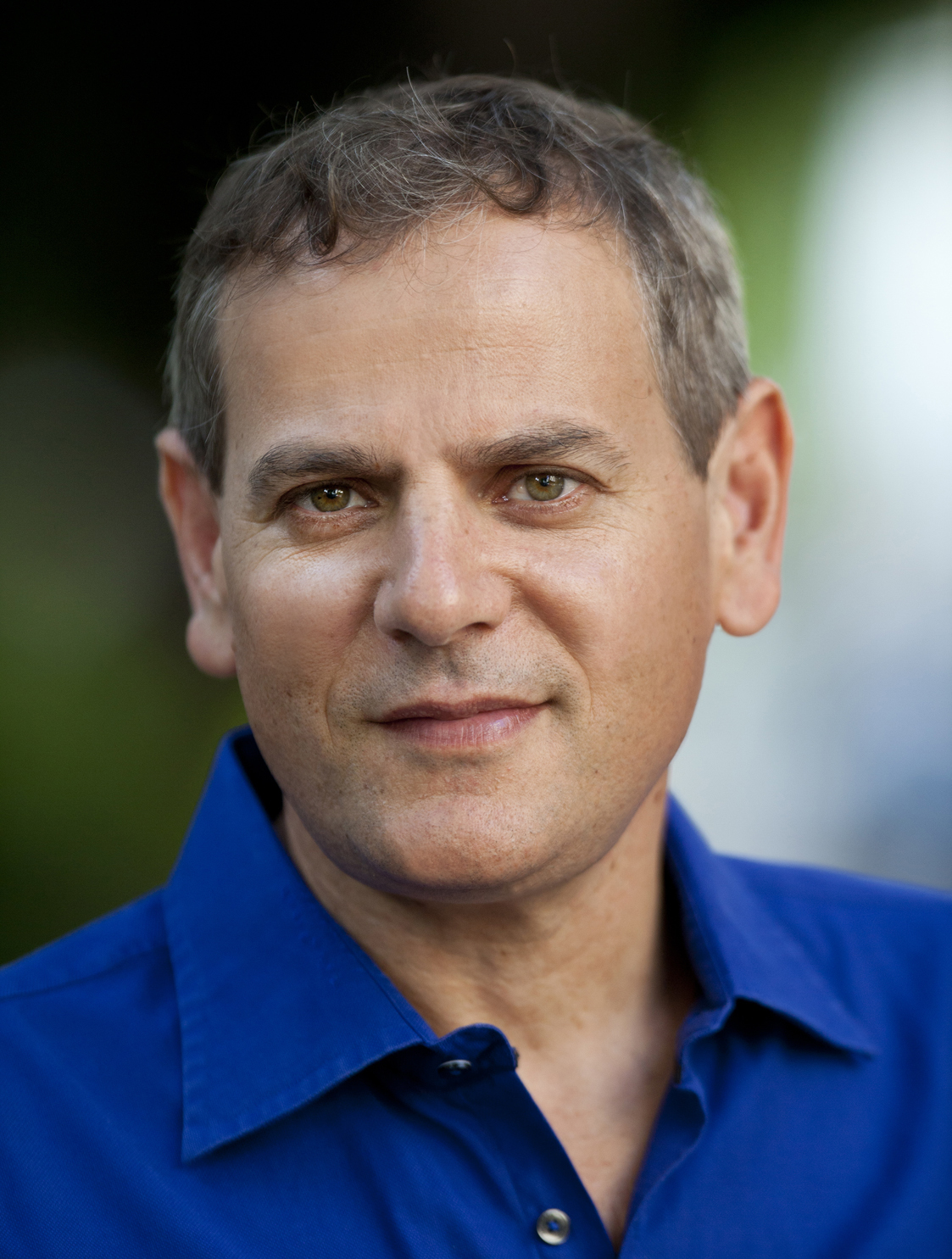
Nitzan Horowitz, Demokratische Union

## Umfragen
Bei israelischen Umfragen werden üblicherweise Sitzzahlen und nicht Stimmenanteile prognostiziert. Nachfolgend eine Übersicht über die Umfragen vor der Wahl:
| veröffentlicht von        | Datum      | Likud | Kachol Lavan | Vereinte Liste | Schas | VTJ | Awoda–Gescher | Jisra’el Beitenu | Jamina | Demokratische Union | Otzma Jehudit |
| ------------------------- | ---------- | ----- | ------------ | -------------- | ----- | --- | ------------- | ---------------- | ------ | ------------------- | ------------- |
| Channel 13                | 13.09.     | 32    | 32           | 12             | 6     | 7   | 4             | 9                | 9      | 5                   | 4             |
| Channel 12                | 13.09.     | 32    | 32           | 10             | 7     | 8   | 5             | 8                | 8      | 6                   | 4             |
| Knesset Channel           | 12.09.     | 36    | 32           | 10             | 7     | 8   | 4             | 9                | 9      | 5                   | -             |
| 103fm                     | 12.09.     | 33    | 32           | 12             | 8     | 7   | 4             | 9                | 9      | 6                   | -             |
| Kan 11                    | 12.09.     | 31    | 33           | 11             | 7     | 8   | 5             | 7                | 9      | 5                   | 4             |
| Kan 11                    | 10.09.     | 31    | 32           | 10             | 7     | 7   | 5             | 9                | 9      | 6                   | 4             |
| Walla                     | 09.09.     | 32    | 33           | 9              | 6     | 7   | 6             | 8                | 9      | 6                   | 4             |
| Israel Hayom              | 29.08.     | 30    | 32           | 11             | 8     | 7   | 5             | 11               | 10     | 6                   | -             |
| Kan 11                    | 26.08.     | 32    | 31           | 11             | 7     | 7   | 7             | 9                | 10     | 6                   | -             |
| Channel 12                | 23.08.     | 30    | 30           | 11             | 7     | 8   | 6             | 10               | 11     | 7                   | -             |
| Israel Hayom              | 23.08.     | 32    | 31           | 12             | 8     | 7   | 4             | 10               | 10     | 6                   | -             |
| 103fm                     | 15.08.     | 32    | 30           | 11             | 8     | 7   | 6             | 10               | 9      | 7                   | -             |
| Channel 13                | 15.08.     | 31    | 31           | 9              | 6     | 7   | 5             | 11               | 12     | 8                   | -             |
| Channel 12                | 13.08.     | 30    | 29           | 11             | 7     | 8   | 7             | 10               | 11     | 7                   | -             |
| 103fm                     | 08.08.     | 32    | 30           | 11             | 8     | 7   | 5             | 9                | 10     | 8                   | -             |
| Walla                     | 05.08.     | 31    | 29           | 11             | 7     | 8   | 6             | 10               | 11     | 7                   | -             |
| Reshet Bet                | 04.08.     | 29    | 30           | 11             | 7     | 7   | 6             | 11               | 11     | 8                   | -             |
| Channel 12                | 03.08.     | 30    | 29           | 11             | 7     | 8   | 6             | 10               | 12     | 7                   | -             |
| 103fm                     | 02.08.     | 31    | 29           | 11             | 8     | 7   | 5             | 10               | 11     | 8                   | -             |
| Israel Hayom              | 02.08.     | 30    | 28           | 12             | 7     | 7   | 6             | 10               | 11     | 9                   | -             |
| Channel 13                | 01.08.     | 30    | 29           | 11             | 6     | 7   | 6             | 11               | 11     | 9                   | -             |
| Channel 12                | 30.07.     | 30    | 30           | 11             | 7     | 8   | 5             | 10               | 12     | 7                   | -             |
| Parlamentswahl April 2019 | 09.04.2019 | 39    | 35           | 10             | 8     | 8   | 6             | 5                | 5      | 4                   | -             |

| ältere Umfragen (25./26. Juli 2019) | ältere Umfragen (25./26. Juli 2019) | ältere Umfragen (25./26. Juli 2019) | ältere Umfragen (25./26. Juli 2019) | ältere Umfragen (25./26. Juli 2019) | ältere Umfragen (25./26. Juli 2019) | ältere Umfragen (25./26. Juli 2019) | ältere Umfragen (25./26. Juli 2019) | ältere Umfragen (25./26. Juli 2019) | ältere Umfragen (25./26. Juli 2019) | ältere Umfragen (25./26. Juli 2019) | ältere Umfragen (25./26. Juli 2019) | ältere Umfragen (25./26. Juli 2019) |
| veröffentlicht von                  | Datum                               | Likud-Kulanu                        | Kachol Lavan                        | Vereinte Liste                      | Schas                               | VTJ                                 | Awoda–Gescher                       | Jisra’el Beitenu                    | URP                                 | Demokratische Union                 | Hayemin Hehadash                    | Zehut                               |
| ----------------------------------- | ----------------------------------- | ----------------------------------- | ----------------------------------- | ----------------------------------- | ----------------------------------- | ----------------------------------- | ----------------------------------- | ----------------------------------- | ----------------------------------- | ----------------------------------- | ----------------------------------- | ----------------------------------- |
| 103fm                               | 26.07.                              | 30                                  | 28                                  | 11                                  | 8                                   | 7                                   | 6                                   | 9                                   | 5                                   | 9                                   | 7                                   | -                                   |
| Channel 13                          | 25.07.                              | 28                                  | 23                                  | 11                                  | 5                                   | 6                                   | 7                                   | 10                                  | 4                                   | 12                                  | 10                                  | 4                                   |
| Channel 12                          | 25.07.                              | 29                                  | 27                                  | 11                                  | 7                                   | 8                                   | 5                                   | 10                                  | 4                                   | 10                                  | 9                                   | -                                   |
| Israel Hayom                        | 25.07.                              | 31                                  | 30                                  | 12                                  | 7                                   | 7                                   | 5                                   | 7                                   | 6                                   | 9                                   | 6                                   | -                                   |
| Kan 11                              | 25.07.                              | 30                                  | 30                                  | 10                                  | 7                                   | 8                                   | 5                                   | 9                                   | 4                                   | 8                                   | 9                                   | -                                   |
| Parlamentswahl April 2019           | 09.04.2019                          | 39                                  | 35                                  | 10                                  | 8                                   | 8                                   | 6                                   | 5                                   | 5                                   | 4                                   | -                                   | -                                   |

| ältere Umfragen (Ende Juni bis Ende Juli 2019) | ältere Umfragen (Ende Juni bis Ende Juli 2019) | ältere Umfragen (Ende Juni bis Ende Juli 2019) | ältere Umfragen (Ende Juni bis Ende Juli 2019) | ältere Umfragen (Ende Juni bis Ende Juli 2019) | ältere Umfragen (Ende Juni bis Ende Juli 2019) | ältere Umfragen (Ende Juni bis Ende Juli 2019) | ältere Umfragen (Ende Juni bis Ende Juli 2019) | ältere Umfragen (Ende Juni bis Ende Juli 2019) | ältere Umfragen (Ende Juni bis Ende Juli 2019) | ältere Umfragen (Ende Juni bis Ende Juli 2019) | ältere Umfragen (Ende Juni bis Ende Juli 2019) | ältere Umfragen (Ende Juni bis Ende Juli 2019) | ältere Umfragen (Ende Juni bis Ende Juli 2019) |
| veröffentlicht von                             | Datum                                          | Likud-Kulanu                                   | Kachol Lavan                                   | Vereinte Liste                                 | Schas                                          | VTJ                                            | Awoda                                          | Jisra’el Beitenu                               | URP                                            | Meretz                                         | Hayemin Hehadash                               | Zehut                                          | Demokratisches Israel                          |
| ---------------------------------------------- | ---------------------------------------------- | ---------------------------------------------- | ---------------------------------------------- | ---------------------------------------------- | ---------------------------------------------- | ---------------------------------------------- | ---------------------------------------------- | ---------------------------------------------- | ---------------------------------------------- | ---------------------------------------------- | ---------------------------------------------- | ---------------------------------------------- | ---------------------------------------------- |
| Walla                                          | 25.07.                                         | 29                                             | 29                                             | 12                                             | 7                                              | 8                                              | 8                                              | 10                                             | 4                                              | 5                                              | 8                                              | -                                              | -                                              |
| Kan 11                                         | 21.07.                                         | 30                                             | 30                                             | 10                                             | 7                                              | 8                                              | 8                                              | 10                                             | 4                                              | 5                                              | 8                                              | -                                              | -                                              |
| Channel 12                                     | 21.07.                                         | 30                                             | 29                                             | 11                                             | 7                                              | 8                                              | 7                                              | 9                                              | 5                                              | 4                                              | 6                                              | -                                              | 4                                              |
| Maariw                                         | 19.07.                                         | 32                                             | 29                                             | 10                                             | 8                                              | 7                                              | 6                                              | 9                                              | 4                                              | 5                                              | 6                                              | -                                              | 4                                              |
| Makor Rishon                                   | 19.07.                                         | 32                                             | 29                                             | 11                                             | 7                                              | 8                                              | 6                                              | 8                                              | 4                                              | 5                                              | 5                                              | -                                              | 5                                              |
| Arutz Scheva                                   | 17.07.                                         | 31                                             | 28                                             | 11                                             | 8                                              | 7                                              | 8                                              | 8                                              | 4                                              | 7                                              | 4                                              | -                                              | 4                                              |
| Channel 12                                     | 16.07.                                         | 31                                             | 30                                             | 11                                             | 7                                              | 8                                              | 6                                              | 10                                             | 4                                              | 4                                              | 5                                              | -                                              | 4                                              |
| Maariw                                         | 12.07.                                         | 33                                             | 30                                             | 10                                             | 8                                              | 7                                              | 5                                              | 8                                              | 4                                              | 5                                              | 6                                              | -                                              | 4                                              |
| Walla                                          | 11.07.                                         | 30                                             | 30                                             | 11                                             | 7                                              | 8                                              | 6                                              | 9                                              | 5                                              | 5                                              | 5                                              | -                                              | 4                                              |
| Israel Hayom                                   | 05.07.                                         | 31                                             | 30                                             | 9                                              | 6                                              | 7                                              | 8                                              | 7                                              | 8                                              | 6                                              | 4                                              | -                                              | 4                                              |
| Channel 12                                     | 03.07.                                         | 32                                             | 31                                             | 12                                             | 7                                              | 7                                              | 8                                              | 9                                              | 5                                              | 4                                              | 5                                              | -                                              | -                                              |
| Channel 13                                     | 03.07.                                         | 31                                             | 29                                             | 9                                              | 7                                              | 6                                              | 7                                              | 8                                              | 4                                              | 4                                              | 5                                              | 4                                              | 6                                              |
| Channel 13                                     | 26.06.                                         | 32                                             | 32                                             | 12                                             | 6                                              | 6                                              | 5                                              | 7                                              | 4                                              | 6                                              | 4                                              | –                                              | 6                                              |
| Parlamentswahl April 2019                      | 09.04.2019                                     | 39                                             | 35                                             | 10                                             | 8                                              | 8                                              | 6                                              | 5                                              | 5                                              | 4                                              | -                                              | -                                              | N/A                                            |

| ältere Umfragen (bis Ende Juni 2019) | ältere Umfragen (bis Ende Juni 2019) | ältere Umfragen (bis Ende Juni 2019) | ältere Umfragen (bis Ende Juni 2019) | ältere Umfragen (bis Ende Juni 2019) | ältere Umfragen (bis Ende Juni 2019) | ältere Umfragen (bis Ende Juni 2019) | ältere Umfragen (bis Ende Juni 2019) | ältere Umfragen (bis Ende Juni 2019) | ältere Umfragen (bis Ende Juni 2019) | ältere Umfragen (bis Ende Juni 2019) | ältere Umfragen (bis Ende Juni 2019) | ältere Umfragen (bis Ende Juni 2019) | ältere Umfragen (bis Ende Juni 2019) |
| veröffentlicht von                   | Datum                                | Likud-Kulanu                         | Kachol Lavan                         | Schas                                | VTJ                                  | Chadasch-Ta'al                       | Awoda                                | Jisra’el Beitenu                     | URP                                  | Meretz                               | Ra'am-Balad                          | Hayemin Hehadash                     | Zehut                                |
| ------------------------------------ | ------------------------------------ | ------------------------------------ | ------------------------------------ | ------------------------------------ | ------------------------------------ | ------------------------------------ | ------------------------------------ | ------------------------------------ | ------------------------------------ | ------------------------------------ | ------------------------------------ | ------------------------------------ | ------------------------------------ |
| 103fm                                | 14.06.                               | 35                                   | 33                                   | 7                                    | 8                                    | 6                                    | 4                                    | 8                                    | 5                                    | 5                                    | 4                                    | 5                                    | -                                    |
| Maariw                               | 07.06.                               | 37                                   | 33                                   | 7                                    | 8                                    | 7                                    | 4                                    | 7                                    | 6                                    | 4                                    | –                                    | 6                                    | –                                    |
| Israel Hayom                         | 02.06.                               | 36                                   | 34                                   | 7                                    | 7                                    | 6                                    | 4                                    | 8                                    | 4                                    | 4                                    | 5                                    | 5                                    | –                                    |
| Maariw                               | 30.05.                               | 37                                   | 33                                   | 7                                    | 8                                    | 5                                    | -                                    | 9                                    | 6                                    | 6                                    | 4                                    | 5                                    | –                                    |
| Channel 13                           | 30.05.                               | 36                                   | 33                                   | 7                                    | 7                                    | 7                                    | 4                                    | 9                                    | 7                                    | 6                                    | 4                                    | –                                    | –                                    |
| Kan 11                               | 30.05.                               | 35                                   | 34                                   | 7                                    | 8                                    | 6                                    | 5                                    | 8                                    | 4                                    | 5                                    | 4                                    | 4                                    | –                                    |
| Parlamentswahl April 2019            | 09.04.2019                           | 39                                   | 35                                   | 8                                    | 8                                    | 6                                    | 6                                    | 5                                    | 5                                    | 4                                    | 4                                    | -                                    | -                                    |

## Ergebnis
| Partei                          | Stimmen   | %     | Sitze | ±  |
| ------------------------------- | --------- | ----- | ----- | -- |
| Kachol Lavan                    | 1.151.214 | 25,95 | 33    | −2 |
| Likud                           | 1.113.535 | 25,10 | 32    | −7 |
| Vereinte Liste                  | 470.211   | 10,60 | 13    | +3 |
| Schas                           | 330.199   | 7,44  | 9     | +1 |
| Jisra’el Beitenu                | 310.154   | 6,99  | 8     | +3 |
| Vereinigtes Thora-Judentum      | 268.775   | 6,06  | 7     | −1 |
| Jamina                          | 260.655   | 5,87  | 7     | +2 |
| Awoda                           | 212.782   | 4,80  | 6     | 0  |
| Demokratische Union             | 192.495   | 4,34  | 5     | +1 |
| Otzma Jehudit                   | 83.609    | 1,88  | 0     | 0  |
| Sonstige                        | 43.177    | 0,97  | 0     | 0  |
|                                 |           |       |       |    |
| gültige Stimmen                 | 4.436.806 | 100   | –     | –  |
| ungültige und leere Stimmzettel | 28.362    | –     | –     | –  |
| Stimmen gesamt                  | 4.465.168 | –     | –     | –  |
| Wahlberechtigte/Beteiligung     | 6.394.030 | 69,83 | –     | –  |
| Quelle: votes22.bechirot.gov.il |           |       |       |    |

## Nach der Wahl
Noch am Wahlabend löste sich das Wahlbündnis Jamina, bestehend aus den Parteien HaJamin HeChadasch, HaBajit haJehudi und Tkuma, wie vereinbart auf. Laut Listenführerin Ajelet Schaked werden die Parteien jedoch geschlossen in die Verhandlungen zur Regierungsbildung gehen.
Zwei Tage nach der Wahl unterzeichneten die Parteien des rechts-religiösen Blocks (Likud, Schas, Vereinigtes Thora-Judentum, Jamina) eine Erklärung, in der sie sich darauf festlegten, Koalitionsgespräche nur als ein vereinter Block zu führen und ausschließlich Netanjahu für das Amt des Ministerpräsidenten vorzuschlagen. Netanjahu wandte sich daraufhin an Gantz und schlug diesem eine „Einheitsregierung“ bestehend aus dem rechts-religiösen Block und Kachol Lavan vor. Gantz’ Partei wies den Vorschlag zurück. Vor der Wahl hatte Gantz ebenfalls für eine Einheitsregierung geworben, allerdings ohne Beteiligung der religiösen Parteien und ohne Netanjahu als Ministerpräsident.
Laut dem Wahlausschuss gab es in sechs arabischen Wahllokalen Hinweise auf Wahlfälschungen. Die Stimmen dieser Wahllokale wurden nicht in das vorläufige amtliche Endergebnis einbezogen.
Staatspräsident Rivlin empfing nach der Wahl alle im Parlament vertretenen Parteien. Dabei erhielt Netanjahu die Unterstützung von 55 Abgeordneten (Likud, Schas, Vereinigtes Thora-Judentum und Jamina) und Gantz die Unterstützung von 54 Abgeordneten (Kachol Lavan, Vereinigte Liste (zehn von dreizehn), Awoda–Gescher, Demokratische Union). Jisra’el Beitenu gab keine Empfehlung ab. Daraufhin beauftragte Rivlin Netanjahu mit der Regierungsbildung.
Am 10. Oktober 2019 genehmigte der zuständige Knessetausschuss die Auflösung der Fraktion von Jamina. Mit dem Schritt erhält die Partei Neue Rechte drei Knessetsitze – die von Naftali Bennett, Ajelet Schaked und Matan Kahana. Der Partei HaBajit haJehudi gehören vier Abgeordnete an: Rafi Peretz, Moti Yogev, Bezalel Smotrich und Ofir Sofer.
Am 21. Oktober erklärte Netanjahu seine Regierungsbildung als gescheitert, nachdem es ihm nicht gelang, Gantz zur Zusammenarbeit zu gewinnen, der dies aufgrund der Korruptionsanklage gegen Netanjahu ablehnte. Daraufhin gab Staatspräsident Rivlin das Mandat zur Regierungsbildung an Gantz, der nach einem Monat die Regierungsbildung ebenfalls für gescheitert erklärte. Rivlin beauftragte daraufhin am 21. November erstmals in der Geschichte Israels die Knesset als Ganzes mit der Suche nach einem Regierungschef. Die Knesset hatte bis zum 11. Dezember Zeit, eine Lösung zu finden. Nachdem auch auf diesem Weg die Bildung einer Regierung nicht gelungen war, löste sich die Knesset auf und setzte Neuwahlen für den 2. März 2020 an.